# Ormosia inflexa
Ormosia inflexa là một loài ruồi trong họ Limoniidae. Chúng phân bố ở miền Cổ bắc.